# Kanton Coulounieix-Chamiers
Coulounieix-Chamiers is een kanton van het Franse departement Dordogne. Het kanton maakt deel uit van het arrondissement  Périgueux.  

Het telt 17.215 inwoners in 2018.

Het kanton werd gevormd ingevolge het decreet van 21 februari 2014 met uitwerking op 22 maart 2015 met Coulounieix-Chamiers als hoofdplaats.

## Gemeenten
Het kanton Coulounieix-Chamiers omvat volgende gemeenten:
- Chancelade
- Coulounieix-Chamiers
- Marsac-sur-l'Isle
- Razac-sur-l'Isle